# Adventures of Sonic the Hedgehog
Adventures of Sonic the Hedgehog, também conhecido pela sigla AoStH, é o primeiro desenho animado de Sonic the Hedgehog, feito pela DIC Entertainment L.P.
Ao contrário das demais animações clássicas do Sonic, esta série é mais infantil, focada apenas na comédia, com altos toques de surrealismo e comédia absurda semelhante a de muitos desenhos animados antigos e que eram feitos no início dos anos 90. Os eventos são baseados após os eventos do jogo Sonic the Hedgehog 2, com Sonic junto de Tails continuando sua luta contra o mal de Robotnik (Eggman), com o diferencial da inclusão de três novos antagonistas: Scratch, Grounder e Coconuts, baseados nos Badnicks dos jogos.
O desenho teve uma temporada com 65 episódios, porém foi cancelado no mesmo ano quando a DiC decidiu dar mais foco a sua segunda série Sonic the Hedgehog. No entanto três anos depois em 1996 foi produzido um episódio especial de Natal servindo como um último episódio da série, com algumas diferenças na animação e uma participação especial da Princesa Sally no desenho. Apesar da comédia absurda a série foi a animação mais fiel aos games em comparação as outras lançadas na década de 90.
No Brasil, o desenho estreou no programa TV Colosso da Globo em 1º de janeiro de 1996, porém apenas os 22 primeiros episódios foram ao ar na emissora, enquanto os demais episódios nunca foram exibidos no Brasil. Já o especial de Natal foi lançado em DVD e VHS pela distribuidora FlashStar Home Vídeo nos anos 2000. Mais tarde, em 2021, a série foi redublada nas plataformas de streaming NOW, Looke e Vivo Play.Em 2023, o desenho voltou a ser exibido na TV brasileira pela PlayTV, dentro do programa Antimatéria, composto por integrantes do antigo Mais Geek.
Em Portugal, a série foi exibida em 1993 pelo Canal 1 na versão original com legendas. Mais tarde, foram distribuídos DVDs da série na dublagem portuguesa pela Prisvídeo (atual Pris Audiovisuais) a partir de 2006 com dois elencos diferentes, mas dos mesmos estúdios Somnorte.

## Personagens

### Heróis
- Sonic the Hedgehog, o principal herói do desenho animado. Nesta série ele é retratado como um personagem cômico e bem-humorado (apesar da cara de bravo), gosta de usar sua velocidade para provocar Robotnik e derrotar seus robôs desordeiros que causam problemas aos habitantes de Mobius. Está sempre acompanhado de seu filho de criação Tails, a quem ele sempre chama de irmãozinho. A sua comida favorita são Chili-Dogs (também chamados de Cachorros-Quentes na dublagem brasileira e Cachorros com Chilli na dublagem portuguesa), coisa que derivou os demais desenhos animados e os jogos. Na maioria da vezes sempre usa disfarces para enganar seus inimigos, mesmo sendo óbvios eles raramente suspeitam do Sonic disfarçado. Apesar de ser um hedgehog, na dublagem brasileira ele é frequentemente chamado de porco-espinho, e ouriço na dobragem portuguesa por Robotnik e os demais personagens. Tem vários bordões, entre eles, ele frequentemente diz: "Estou esperando!"(pt-BR) ou "Estou à espera!"(pt-PT?) ou "Meu jovem"(pt-BR) ou "Miúdo"(pt-PT?) (quando conversa com alguém).
- Miles "Tails" Prower, o melhor amigo e filho de criação de Sonic, a quem ele chama de irmão. Uma pequena raposa com duas caudas que tem o poder de voar. Está sempre à sombra de Sonic, embora muitas vezes o ajude a sair dos perigos quando ele cai nas armadilhas de Robotnik. Mostra uma personalidade igual à de Sonic, também gostando de Chili-Dogs (Cachorros-Quentes(pt-BR) ou Cachorros com Chilli(pt-PT?)) e de provocar seus inimigos. Apesar de ser considerado o principal parceiro de Sonic, muitas vezes ele fica de fora na maioria das ações, pois ele sempre tenta derrotar os vilões sozinho. Ele conheceu Sonic quando era um bebê órfão. Seu nome verdadeiro é Miles, mas ele odeia esse nome. Ao contrário dos jogos, seus pelos são marrons em vez de laranja.

### Vilões
- Dr. Robotnik, o grande vilão do desenho animado. Um cientista gordo e desajeitado que frequentemente cria planos para capturar Sonic e causar caos em Mobius. É azarado, ranzinza e muito ingênuo, frequentemente é humilhado por Sonic e se dá mal no final. É chefe de um esquadrão de robôs, apesar de na maioria dos episódios apenas usar seus capangas robóticos Scratch e Grounder em seus planos. Por conta de sua estupidez e infantilidade, seus planos muitas vezes acabam se tornando em falhas catastróficas. Ele é o personagem com o visual mais diferente dos jogos: é mais gordo, tem a cabeça maior e pontuda, e possui enormes olhos (no mesmo formato dos olhos de Sonic) vermelhos com o fundo preto. Seu principal bordão é "Eu odeio esse porco-espinho!"(pt-BR) ou "Eu odeio aquele ouriço!"(pt-PT?).
- Scratch, um galo robótico criado por Robotnik para capturar e destruir o Sonic. Ele foi criado primeiro, antes de seu irmão Grounder e muitas vezes aparenta ser o líder da dupla conhecida como "Esquadrão Super Especial de Destruição e Captura do Sonic". Ele não é muito inteligente e frequentemente briga com Grounder para conseguir a atenção de Robotnik e ver quem cria o melhor plano para capturar Sonic. Por sua estupidez nunca reconhece Sonic quando está disfarçado, apesar de na maioria das vezes seus disfarces serem bem óbvios. Muitas vezes é destruído e sempre retorna depois para combater Sonic e seus aliados.
- Grounder, um pequeno robô do formato de um mini-tanque verde com brocas no lugar das mãos e do nariz (apesar de ser capaz de transformar as brocas em mãos), também criado por Robotnik para destruir o Sonic. Ele foi criado depois de Scratch com base em seu DNA, sendo assim considerado seu irmão imperfeito, pois Grounder nasceu após uma falha causada por Scratch que o resultou nesta forma. Frequentemente briga com Scratch pela atenção de Robotnik e assim como ele não é muito inteligente (talvez mais burro que Scratch). Tal como Scratch ele é incompetente, e pela sua estupidez nunca repara nos disfarces do Sonic, frequentemente é destruído e retorna após.
- Coconuts, um macaco robô que é um dos servos originais de Robotnik. Ele rebaixou de posição e foi substituído por Scratch e Grounder, porém ele também cria planos para destruir Sonic a fim de agradar Robotnik. Coconuts tende a ser o mais azarado do trio, pois quase sempre faz as coisas sem pensar que acaba sobrando a ele ter que aguentar a ira de Robotnik no final. Ele não tem muitas aparições nos episódios, mas na maioria das vezes que aparece está sempre ao lado da dupla Scratch e Grounder. No primeiro episódio ele teve seu nome traduzido para Coquinho na dublagem brasileira.

### Outros personagens
- Sra. Robotnik, é a mãe do Dr. Robotnik, muito parecida com uma versão travestida dele. Aparece em alguns episódios normalmente ajudando o filho na batalha contra o Sonic se mostrando ser mais competente do que ele.
- Professor Von Schlemmer, é um cientista louco amigo de Sonic e Tails. Ele apareceu em alguns episódios normalmente tendo suas invenções roubadas e usadas por Robotnik e seus capangas para o mal.
- Breezie, apareceu primeiramente como um dos capangas de Robotnik sendo uma robô que havia sido criada para enganar o Sonic em um episódio. Porém depois que ela percebeu o amor que Sonic tinha por ela, se redimiu e deixou de trabalhar para Robotnik.
- Ursos, dois irmãos ursos caipiras fãs do Sonic, mas com pouca inteligência. A princípio apareceram confundindo Scratch e Grounder com Sonic e Tails e ajudando sem querer eles a perseguirem Sonic, porém depois do engano eles se redimem e tornam aliados de Sonic e Tails.

## Ambientação
A história se passa toda em um planeta chamado Móbius, um planeta esquisito habitado pelas mais diferentes espécies de criaturas antropomórficas, desde robôs, animais antropomórficos, seres humanos, e uma série de seres absurdos. O planeta em si se assemelha com a Terra, com algumas diferenças que muitas vezes giram em torno dos exageros, já que é um mundo "cartunizado". O mesmo nome do planeta também foi utilizado nas demais animações da DiC, Sonic the Hedgehog (série animada) e Sonic Underground, porém em ambas as animações o mundo o retratado sombrio em meio ao caos de Robotnik, em oposição ao mundo pacífico mostrado em AoStH.

## Lista de episódios
- Super Special Sonic Search and Smash Squad (no Brasil, Esquadrão Super Especial de Destruição e Captura do Sonic e, em Portugal,  O Nascimento do Scratch e do Grounder) Sonic e Tails são capturados numa armadilha de Scratch e Grounder. Para ganhar tempo Sonic relembra como eles se conheceram e no final conseguem escapar dos robôs.
- Subterranean Sonic (no Brasil, Sonic Subterrâneos e, em Portugal, Sonic Subterrâneo) Sonic e Tails conhecem uma velha toupeira mesquinha disposta a qualquer coisa para proteger seu tesouro. Dr. Robotnik fica sabendo da fortuna em diamantes da toupeira e tenta roubá-la, mas é impedido por Sonic. O toupeira decide seguir o exemplo do Sonic e viajar pelo mundo ajudando as pessoas.
- Lovesick Sonic (no Brasil, O Apaixonado Sonic e, em Portugal, Sonic Apaixonado) Sonic salva uma garota-porco-espinho que estava sendo perseguida por Scratch e Grounder. A porco-espinho joga um pouco de charme no Sonic, que se apaixona e faz o que ela quer e cada tarefa que ela pede vai ficando mais e mais difícil, deixando o Sonic mais e mais cansado. Tails reclama e é jogado no rio pela ouriço. Ao voltar, Tails descobre que ela na verdade é um robô do Dr. Robotnik feita para distrair Sonic enquanto ele usa seu Ovo-o-Matic Tunelizador e Aterrorizador para fazer um furo no reservatório de água de uma pequena cidade, inundando-a. Sonic acaba preso na armadilha feita por Scratch, Grounder e Breezie, mas ela se arrepende após ler o poema que Sonic fês para ela e o liberta. Sonic fica sabendo por ela do plano do Dr. Robotnik de inundar a cidadezinha e chega a tempo de salvá-la. Antes de ir, Breezie deixa um poema para Sonic dizendo que um dia se encontrarão de novo.
- Slowwww Going (no Brasil, Marcha Lenta e, em Portugal, Devagar, Devagarinho) O Dr. Robotnik usa seus robôs para destruir a casa de uma família de preguiças. Sonic e Tails aparecem para ajudar a reconstruir o lar delas. Scratch e Grounder usam a nova invenção de Robotnik para deixar Sonic lento como as preguiças, mas Tails acaba usando a invenção para deixar as preguiças velozes e distraírem Scratch e Grounder enquanto Tails restaura a velocidade do Sonic.
- High Stakes Sonic (no Brasil, Altas Apostas do Sonic e, em Portugal,  A Grande Parada) O Dr. Robotnik quer novos trabalhadores para construir seu monumento para o Dia de Robotnik. A pergunta é como conseguir os trabalhadores. Simples: ele abre seu cassino para trapacear as ovelhinhas. Sonic diz: Use a cabeça. Não entre em fria. Citações:
  - "Está bem, Louie. Mas lembre-se: se perder, vai me dever mais de 20 anos." - Smiley, em sua primeira aposta
  - "Sigam a bolinha, senão vão ficar me devendo." - swatbot
  - "Ei! Não fique parado aí! Trapaceie! Trapaceie!" - Scratch, torcendo para a pobreza das ovelhinhas
  - "Como ele prometeu, está chovendo dinheiro!" - uma das ovelhinhas felizes
  - "Sonic. Meu nome é Sonic." - Sonic, imitando James Bond.
  - "Eu vou fazer sushi de você se não me dizer onde está Tails!" - Sonic, insistindo em saber onde Tails foi capturado
  - "Se acontecer alguma coisa com Tails, você é um cara afogado!" - Sonic, furando a bóia do Smiley
  - "Você tem que entregar a corrida! Tem que entregar a corrida! Entregar a corrida! A corrida! Corrida!" - Robotnik, gritando
  - "Ou os mobianos, ou Tails. Você decide." - Robotnik, ao Sonic
  - "Erguem o cabo, seus... seus molengas!" - Robotnik, mandando os escravos a colocarem sua cabeça no monumento
- Sonic Breakout (no Brasil, Sonic Foge da Prisão e, em Portugal, A Fuga) Robotnik constrói uma prisão de segurança máxima para aprisionar Sonic, mas antes, ele manda aprisionar um cartunista que tirou sarro dele. Sonic decide invadir a prisão e libertar o pobre espécime.
- Trail of the Missing Tails (no Brasil, A Pista do Sumiço do Tails e, em Portugal, A Lenda do Tails Perdido)
- Close Encounter of the Sonic Kind (no Brasil e em Portugal,  Encontros Imediatos do Grau Sonic), Scratch e Grounder têm uma placa super-sugadora que usam para pegarem Sonic correndo rápido. Mas em vez do Sonic, eles acabam sugando a espaçonave. Nela, estão o Príncipe Sharmock ( brevemente sendo Rei Sharmock de Rombus ) e seu comparsa ameba Splock. Sonic e Tails veem ao local onde a nave foi sugada e conhecem os dois alienígenas. Sonic descobre que o Príncipe está pronto para ser coroado, senão seu irmãozinho ( com dois aninhos de idade que detesta comer vegetais ) está pronto para dominar o planeta Móbius. Todas as partes da espaçonave estão espalhadas em todo lugar e Sonic rapidamente conserta a espaçonave. O pior acontece quando o nariz do Grounder cai no lugar onde a nave caiu e Scratch rouba o bico-cone pensando que é seu nariz. Sonic e seus amigos precisam trabalhar em equipe para salvar seu bico-cone e impedir que o Príncipe não seja coroado. Sonic diz: Use o filtro solar. O seu bronzeado pode demorar um pouco mais de um segundo. Citações:
  - "Nós não temos nada parecido em Rombus." - Príncipe Sharmock, impressionado com as maravilhas mobianas
  - "Eu sinto falta do meu nariz." - Grounder
  - "Tire as asas do meu nariz, seu galináceo!" - Grounder, afastando seu nariz do Arranhão
  - "Vocês não têm nada parecido lá em Rombus!" - Sonic, dizendo o mesmo do Príncipe Sharmock
  - "Mas isto aqui não é meu nariz!" - Grounder, estranhando o bico-cone
  - "Estamos condenados!" - Splock, quase chorando
  - "NÃÃÃO! MEU IRMÃOZINHO VAI MESMO SE TORNAR O REI E MOBIUS VAI EXPLODIR EM PEDAÇINHOS! NÃO ENTENDEM?!" - Príncipe Sharmock, apavorado com seu futuro
  - "Vou ligar pro Dr. Robotnik e contar umas boas notas, quer dizer, umas boas novas!" - Grounder, quando pega o telefone
  - "Meu nariz! Ele vai para outro planeta! Eu não vou vê-lo mais!" - Grounder, temendo a perda do seu nariz
  - "Isso não tem graça!" - Grounder, furioso com Sonic
  - "Eu quero meu nariz!" - Grounder, querendo de volta seu nariz
  - "Devolva o meu nariz!" - Grounder, implorando
  - "Esperamos vocês pela outra visita!" - Grounder, se despedindo do Príncipe e Splock
- Mama Robotnik's Birthday (no Brasil, O Aniversário de Mamãe Robotnik e, em Portugal, O Aniversário da Mamã Robotnik)
- Big Daddy (no Brasil, Papaizão e, em Portugal, O Grande Paizinho ou Onde Está o Pai do Bum-Bum)
- Sonic's Song (no Brasil e em Portugal, A Canção do Sonic), A cantora popular Catty Carlisle escreve a canção sobre o Sonic, e a canção fica no topo das paradas. Furiosamente, Robotnik captura Catty, e Sonic a salva.
- Birth of a Salesman (no Brasil, Nasce um Vendedor e, em Portugal, O Vendedor de Engenhocas)
- Best Hedgehog (no Brasil, O Padrinho Porco-Espinho e, em Portugal, O Padrinho Ouriço)
- The Robotnik Express (no Brasil, O Expresso Robotnik e, em Portugal, Identidades Trocadas)
- Too Tall Tails (no Brasil, O Gigantismo do Tails e, em Portugal, Tails e a Geringonça Monumental), Robotnik tenta pegar a arma de crescimento do Professor Von Schlemmer para trabalhar, mas esta se destrói e cria um gás do crescimento! Isso acontece com Tails que cresce ainda mais! Em seu grande tamanhão, Tails não pode ajudar, a não ser destruir ( relativamente ) coisas - como cidades e pessoas!!! Sonic precisa pegar o antídoto antes que o Eggman atrapalhe as suas missões.
- Tails' New Home (no Brasil, O Lar do Tails e, em Portugal, Um Lar para Tails)
- Over the Hill Hero (no Brasil, O Herói Ultrapassado e, em Portugal, O Capitão Salvação)
- Blank-Headed Eagle (no Brasil, Uma Águia Apaixonada e, em Portugal, O Scratch Fica Amnésico)
- The Mystery of the Missing Hi-Tops (no Brasil O Mistério dos Tênis Perdidos e, em Portugal, O Estranho Caso das Sapatilhas Desaparecidas)
- So Long Sucker (no Brasil Tanto Tempo, Otários e, em Portugal, O Animal de Estimação do Tails)
- Sonic Gets Trashed (em Portugal, O Salvamento Do Vale Sucata)
- Pseudo-Sonic (no Brasil e em Portugal, Pseudo-Sonic), o Dr. Robotnik cria um robô semelhante a Sonic, para roubar toda a Móbius, e faz com que o culpado é o Sonic, mas enquanto perseguia sua cópia metálica, os dois (ou seja o Lorens e o Sonic) caem em um precipício cheio de flores venenosas e se incham todo os dois, dái Tails pega o Pseudo-Sonic e sai em disparada para o centro do Dr. Robotnik, e tudo acaba bem, ou seja, o Dr. Robotnik acaba indo para o hospital (pois seu Míssel AntiSonic, o Esquadrão SEDCS atira para junto do Pseudo-Sonic com o Dr. Robotnik pendurado na janela), e os dois acabam de salvar a vida dos pais de Lorens.
- Grounder the Genius (em Portugal, Grounder, O Génio)
- Tails in Charge (em Portugal, O Tails Salva O Dia), o Dr. Robotnik cria um raio congelador que usa para capturar Sonic. Acredite ou não, isso funciona e Tails precisa afastar Sonic do Robotnik até curar suas condições. No final, a arma atira em si mesma e se congela para sempre, pondo Robotnik em encrencas.
- Sno Problem (em Portugal, Confusões na Neve)
- Submerged Sonic (em Portugal, Aventura Aquática)
- Boogey-Mania (em Portugal, Confronto de Papões)
  - "Snooping as usual, I see?" (A frase que o Robotnik diz virou um meme na internet)
- Musta Been a Beautiful Baby (em Portugal, Sarilhos de Fraldas)
- Robotnik Jr. (em Portugal, Robotnik Jr.)
- Full Tilt Tails (em Portugal, Tails Supersónico)
- MacHopper (em Portugal, MacHopper)
- Mama Robotnik Returns (em Portugal, O Regresso da Mamã Robotnik)
- Spaceman Sonic (em Portugal, Sonic no Espaço)
- Mad Mike, Da Bear Warrior (em Portugal, Sonic e os Ursos Guerreiros)
- The Last Resort (em Portugal, As Férias Radicais do Sonic)
- Robotnik's Rival (em Portugal, O Rival do Robotnik)
- Sonic the Matchmaker (em Portugal, Sonic, O Casamenteiro)
- Tails Prevails (em Portugal, Um Tails Robótico)
- Zoobotnik (em Portugal, Caçada Intergaláctica)
- Attack on Pinball Fortress (em Portugal, O Ataque à Fortaleza dos Flippers)
- Mass Transit Trouble (em Portugal, Loucuras no Trânsito)
- Coachnik (em Portugal, O Treinador Robotnik)
- Untouchable Sonic (em Portugal, Sonic, O Intocável)
- Super Robotnik (em Portugal, Super Robotnik)
- Robolympics (em Portugal, As Robôlimpíadas)
- Magnificent Sonic (em Portugal, Sonic, O Magnífico)
- Black Bot the Pirate (em Portugal, O Pirata Bot Negro)
- Hedgehog of the "Hound" Table
- Robotnik's Pyramid Scheme
- Prehistoric Sonic
- Baby-Sitter Jitters
- Honey, I Shrunk the Hedgehog
- Robotnikland Sonic está "comemorando" seu aniversário, e Robotnik, sabendo disso, toma para si um parque de diversões para tirar proveito disso.
- The Mobius 5000
- The Little Merhog
- Road Hog
- The Robot's Robot
- Tails' Tale
- Hero of the Year
- Fast and Easy
- Lifestyles of the Sick and Twisted
- Sonic is Running
- Robo-Ninjas
- Sonically Ever After
- Sonic Christmas Blast (no Brasil, O Natal Fantástico de Sonic e, em Portugal, Sonic: Um Natal Estrondoso)

## Transmissão
| Países               | Emissoras                                                                             |
| -------------------- | ------------------------------------------------------------------------------------- |
| Estados Unidos       | Toon Disney USA Network My9 My13 FOX 53 UPN This TV Starz Pluto TV[carece de fontes?] |
| Canadá               | YTV                                                                                   |
| México               | XHGC-TDT                                                                              |
| Porto Rico           | Telemundo                                                                             |
| Costa Rica           | Teletica                                                                              |
| Guatemala            | Guatevisión                                                                           |
| El Salvador          | Canal 12 TCS Canal 6 TCS Canal 2 Telecorporación Salvadoreña                          |
| Honduras             | Canal 5                                                                               |
| Islândia             | RÚV                                                                                   |
| Brasil               | Rede Globo NOW Looke Vivo PlayPlayTV                                                  |
| Argentina            | Cablín Telefe Magic Kids Televisión Pública Argentina                                 |
| Uruguai              | Monte Carlo TV                                                                        |
| Paraguai             | SNT Paravisión                                                                        |
| Chile                | Etc TV La Red UCV TV Mega Chilevisión Metrokids                                       |
| Colômbia             | Canal A Cenpro TV RCN Televisión Caracol Televisión Telepacífico                      |
| Peru                 | Panamericana Televisión RBC Televisión Frecuencia Latina Red TV                       |
| República Dominicana | Color Visión Tele Antillas                                                            |
| Venezuela            | Televen RCTV Venevisión                                                               |
| Panamá               | RPC TV FETV Canal 5                                                                   |
| Noruega              | TV2                                                                                   |
| Suécia               | FilmNet TV3                                                                           |
| Portugal             | Canal 1 Distribuído em vídeo                                                          |
| Espanha              | Telecinco Canal 2 Andalucía/Canal Sur 2                                               |
| Reino Unido          | Pop Channel 4 KidsCo TCC                                                              |
| Países Baixos        | Filmnet RTL 4 RTL 5                                                                   |
| Itália               | Italia 1 K2 Frisbee                                                                   |
| França               | TF1 Teletoon                                                                          |
| Alemanha             | Kabel 1 RTL II                                                                        |
| Bulgária             | Diema Family SuperToons                                                               |
| Austrália            | Network Ten Nick Jr. Disney Channel KidsCo Seven Network                              |
| Mundo Árabe          | Spacetoon                                                                             |
| Israel               | Arutz HaYeladim                                                                       |

## Recepção
Adventures of Sonic the Hedgehog recebeu críticas retrospectivas mistas. Randy Miller III, do DVDTalk, disse: "Embora seja óbvio que The Adventures of Sonic the Hedgehog  [sic] nunca será mencionado na mesma frase com Disney, Pixar ou Studio Ghibli (exceto esta), há bastante diversão pateta aqui para entreter qualquer morador da era dos jogos de 16 bits." Michael Rubino, do DVD Verdict, criticou o programa por ser datado, artificial e cheio de piadas com cachorro-quente.  GamesRadar listou o programa como uma das "piores coisas que acontecem ao Sonic". Ele comentou que "fez Ren & Stimpy parecer uma obra de animação rígida e estritamente voltada para a história", e criticou o elenco de apoio como "totalmente desinteressante, sem graça e completamente irritante." Emily Ashby, da Common Sense Media, atribuiu à série uma classificação geral de 3/5 e observou que, embora o ritmo do programa seja "frenético", a série enfatiza temas positivos para as crianças sobre segurança pessoal e relacionamentos interpessoais". Bob Mackey de USgamer escreveu que as tentativas do programa emular Looney Tunes e The Ren & Stimpy Show foram prejudicados pela falta de controle de qualidade que geralmente afetava as séries sindicalizadas de 65 episódios", e que "a comédia pastelão com timing no qual Adventures se baseava nunca teve chance contra as fábricas de animação que a DiC usava regularmente para bombear seu suprimento quase infinito de conteúdo na televisão." Ian Flynn, escritor da série de histórias em quadrinhos Sonic the Hedgehog  da Archie Comics, comentou que Adventures era o mais próximo de "[conseguir] acertar no Sonic " apesar de "falhar nos detalhes", embora ele tenha observado que as piadas do programa eram "polarizadoras" e que os personagens convidados "variavam de tropos cansados (Breezie, o robô ouriço sexy) a imitações de Saturday Night Live (Da Bears, um par de ursos com sotaques de Chicago)".